# 唐·佩吉 (物理學家)
唐·佩吉（英語：Don Page，1948年12月31日—），全名為唐納德·尼爾森·佩吉 （英語：Donald Nelson Page），出生於美國的加拿大籍理論物理學家，現任教於加拿大的阿爾伯塔大學。
唐·佩吉的研究領域包含量子宇宙學、黑洞熱力學、以及理論重力物理。他是史蒂芬·霍金的博士學生之一，並曾在雜誌上共同發表數篇論文，更曾在埃洛·莫里斯執導的紀錄片《時間簡史》與霍金一同出現。此外，他是位福音主義基督徒。黑洞物理學當中的佩吉時間就是以他的姓氏命名的。

## 生平
唐·佩吉於1948年12月31日生於美國阿拉斯加領地的伯特利。在佩吉出生之前，他的父母（二人皆為小學教師）決定從堪薩斯城移居至阿拉斯加，並在1941年接下美國印地安事務局的職位，在該地數個小村落中的小學教書，而那往往在北極圈之北。也因此，1948年出生的唐·佩吉便與當地愛斯基摩人小孩們以及印地安人小孩們玩在一塊。佩吉說，他對數學、物理學與化學的興趣，就是在阿拉斯加那漫長的夜晚中燃起的。
1967年，唐·佩吉進入美國的威廉朱厄爾學院就讀，並於1971年於該校獲得學士學位。爾後他分別於1972年和1976年在加州理工學院獲得理學碩士（MS）與博士學位，並又於1978年在剑桥大学獲得了文學碩士（MA）學位。
在加州理工學院就讀初期，佩吉原先想主攻粒子物理學，但他的興趣很快地轉向了相對論與宇宙學。受到身為該校教師的基普·索恩強烈的影響，佩吉開始對黑洞相關的理論進行研究，並在霍金被加州理工聘為謝爾曼‧費爾柴爾德傑出訪問教授的時期跟隨其進行研究，並共同發表有關原初黑洞和伽瑪射線暴的論文。隔年，當佩吉正在找尋博士後相關職缺時，霍金即大力邀請他前往劍橋大學。
畢業後，唐·佩吉於1976年至1979年在劍橋大學擔任研究助理。在這段期間，佩吉與霍金一同生活，並協助身障的霍金處理各項事務，無論是私人上的抑或是學術上的，並陪同他出席各場重要的國際會議。在這段期間，佩吉對他自己有關量子重力與黑洞熱力學的相關研究愈發著迷。之後，他於1979年至1983年在宾夕法尼亚州立大学擔任助理教授，爾後任副教授直至1986年升任教授。接著，他在宾夕法尼亚州立大学繼續待了四年，並於1990年轉任加拿大阿爾伯塔大學，並擔任該校教授。

## 宗教觀
身為福音主義基督徒，唐·佩吉並不排斥演化論。他相信上帝是以簡單的物理學法則以及邊界條件設計這個宇宙，並導致了自然篩選的演化現象。另外，佩吉表示他是位保守的基督徒，因為他很嚴肅地看待《聖經》的內容。然而他並不會按字面意思去解釋聖經，而是相信他所認為的非字面意義。佩吉也說雖然許多基督徒相信上帝創造宇宙的主要目的是人類，但他自己對此並沒有像他許多朋友那樣的確信這件事。

## 部分著作
- 〈裸露的火牆〉[c]，2015年[8]。
- 〈德西特時空中的無質量純量場〉[d]，2012年[9]。
- 〈對可觀測宇宙大小的初步估計〉[e]，2011年[10]。
- 〈意識與量子〉[f]，2011年[11]。
- 〈太陽系中巨大的量子重力效應〉[g]，2010年[12]。
- 〈科學與哲學對神學的挑戰〉[h]，2007年[13]。
- 〈長頸鹿的身高〉[i]，2007年[14]。
- 〈量子宇宙學的邊界條界與預測〉[j]，2006年[15]。
- 〈黑洞輻射中的資訊〉[k]，1993年[16]。
- 〈量子重力的間接證據〉[l]，1981年[17]。

## 家庭
唐·佩吉與其妻凱茜·佩吉（Cathy Page）共育有二男三女。按出生順序排列為：長男安德魯（Andrew）、次男約翰（John）、長女瑪莉（Marie）、次女安娜（Anna）、么女莉莉安娜（Ziliana）。其中瑪莉和莉莉安娜是從海地收養來的。此外，他們家中還養了兩條狗、兩隻金魚、一隻兔子、以及一隻救回家的烏鴉。

## 外部連結
- 唐·佩吉的個人網頁（存檔頁面）（英文）